# Hexatoma megacera
Hexatoma megacera là một loài ruồi trong họ Limoniidae. Chúng phân bố ở miền Tân bắc.